# Lebradea flavovirens
Lebradea flavovirens är en insektsart som beskrevs av David D. Gillette och Baker 1895. Lebradea flavovirens ingår i släktet Lebradea och familjen dvärgstritar. Arten är reproducerande i Sverige. Inga underarter finns listade i Catalogue of Life.